# Bolívia nos Jogos Sul-Americanos
A Bolívia é uma das nações que enviaram delegações a todos os Jogos Sul-Americanos desde a primeira edição, que foi sediada justamente em sua capital, no ano de 1978.  
O país é representado neste evento multidesportivo pelo Comitê Olímpico Boliviano.

## Delegação
Para Santiago-2014, a Bolívia enviou uma delegação contendo 120 atletas, sendo então o nono país no número total de competidores. Porém, ao receber o evento pela segunda vez (Cochabamba-2018), os bolivianos foram representados por 617 atletas.

## Quadro de medalhas
Segue-se, abaixo, o histórico da Bolívia nos Jogos Sul-Americanos.
| Ano   | Nação     | Cidade       | Posição | Ouro | Prata | Bronze | Total |
| 1978  | Bolívia   | La Paz       | 3/8     | 20   | 42    | 44     | 106   |
| 1982  | Argentina | Rosario      | 9/10    | 1    | 1     | 8      | 10    |
| 1986  | Chile     | Santiago     | 7/10    | 2    | 2     | 6      | 10    |
| 1990  | Peru      | Lima         | 8/10    | 2    | 9     | 24     | 35    |
| 1994  | Venezuela | Valencia     | 12/14   | 2    | 5     | 15     | 22    |
| 1998  | Equador   | Cuenca       | 9/14    | 2    | 7     | 18     | 27    |
| 2002  | Brasil    | Brasil       | 13/14   | 0    | 0     | 9      | 9     |
| 2006  | Argentina | Buenos Aires | 11/15   | 0    | 2     | 5      | 7     |
| 2010  | Colômbia  | Medellín     | 8/15    | 2    | 1     | 8      | 11    |
| 2014  | Chile     | Santiago     | 12/14   | 0    | 0     | 4      | 4     |
| 2018  | Bolívia   | Cochabamba   | 10/14   | 4    | 15    | 15     | 34    |
| 2022  | Paraguai  | Assunção     |         |      |       |        |       |
| Total | Total     |              |         | 35   | 84    | 156    | 275   |

## Desempenho
Foi nos Jogos de La Paz-1978, na categoria de anfitriã da primeira edição deste evento, que a Bolívia teve sua melhor campanha (terceiro lugar), além de deter o seu recorde em medalhas de ouro (vinte no total) e no montante de pódios conquistados (cento e seis).
Sua pior qualificação geral ocorreu no Brasil-2002, quando ficou na penúltima posição com nove pódios. Porém, foi em Santiago-2014 que os bolivianos conquistaram menos medalhas, sendo quatro no total.